# آنتسانگاسانگا
آنتسانگاسانگا (به لاتین: Antsangasanga) یک منطقهٔ مسکونی در ماداگاسکار است که در آمباتوندرازاکا واقع شده‌است. آنتسانگاسانگا ۷٬۰۰۰ نفر جمعیت دارد و ۷۷۰ متر بالاتر از سطح دریا واقع شده‌است.